# 索基列齊 (布恰奇區)
48°53′22″N 25°24′14″E / 48.88944°N 25.40389°E

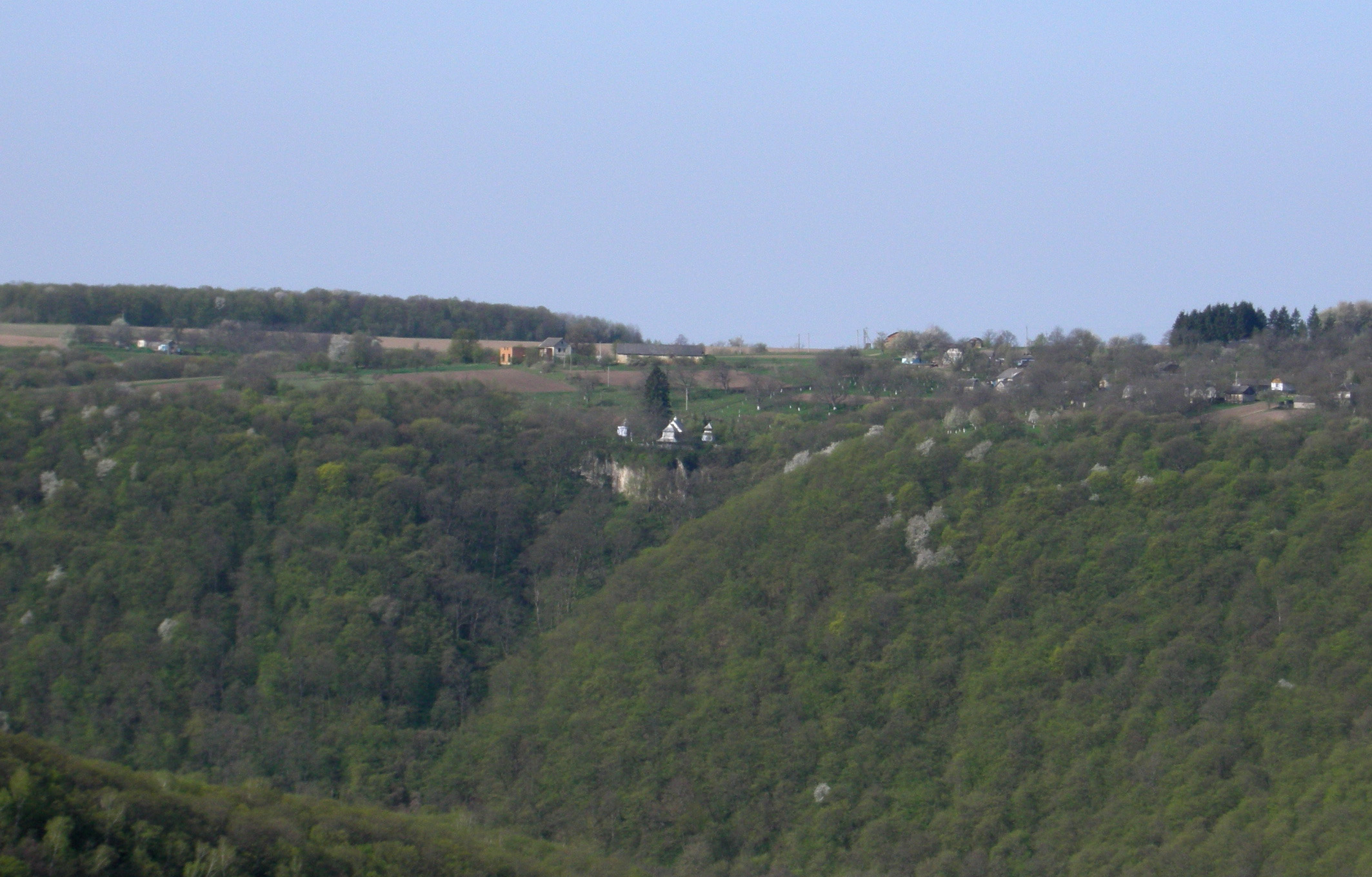

索基列齊（烏克蘭語：Сокілець），是烏克蘭的村落，位於該國西部捷爾諾波爾州，由喬爾特基夫區負責管轄，面積4.72平方公里，2001年人口281，人口密度每平方公里59.5人。